# نادي ألميريا ب
اتحاد ألميريا الرياضي ب أو اتحاد ديبورتيفو ألميريا ب (بالإسبانية: Unión Deportiva Almería "B") و نادي كرة قدم إسباني من مدينة ألمرية في منطقة الأندلس. تأسس في عام 2001، وهو الفريق الاحتياطي نادي ألميريا ويلعب حاليًا في دوري الدرجة الثالثة (بالإسبانية: Tercera División RFEF)، وهو القسم الخامس في نظام الدوري الإسباني في المجموعة التاسعة ، يخوض مبارياته على ملحق بملعب ألعاب البحر الأبيض المتوسط (بالإسبانية: Anexo al Estadio de los Juegos Mediterráneos)، وهو يتسع 350 مقعدًا.

## المواسم
| موسم    | الطبقة | الدوري           | الترتيب    |
| ------- | ------ | ---------------- | ---------- |
| 2001–02 | 5      | 1ª And.          | الثاني     |
| 2002–03 | 4      | الدرجة الثالثة   | التاسع     |
| 2003–04 | 4      | الدرجة الثالثة   | التاسع     |
| 2004-05 | 4      | الدرجة الثالثة   | 15         |
| 2005-06 | 4      | الدرجة الثالثة   | التاسع     |
| 2006-07 | 4      | الدرجة الثالثة   | الحادي عشر |
| 2007–08 | 4      | الدرجة الثالثة   | الثامن     |
| 2008-09 | 4      | الدرجة الثالثة   | الثاني     |
| 2009-10 | 4      | الدرجة الثالثة   | الرابعة    |
| 2010-11 | 3      | الدرجة الثانية ب | الثالث عشر |
| 2011-12 | 3      | الدرجة الثانية ب | الثالث عشر |
| 2012-13 | 3      | الدرجة الثانية ب | الخامس     |
| 2013-14 | 3      | الدرجة الثانية ب | الثالث عشر |
| 2014-15 | 3      | الدرجة الثانية ب | الثالث     |
| 2015–16 | 3      | الدرجة الثانية ب | العشرون    |
| 2016–17 | 4      | الدرجة الثانية   | الثالث     |
| 2017-18 | 4      | الدرجة الثانية   | الثاني     |
| 2018-19 | 3      | 2ª ب             | العشرون    |
| 2019-20 | 4      | الدرجة الثانية ب | الخامس     |
| 2020-21 | 4      | الدرجة الثانية ب | 2 / 5      |

| موسم      | الطبقة | الدوري  | الترتيب |
| --------- | ------ | ------- | ------- |
| 2021 - 22 | 5      | 3ª RFEF |         |

- 7 مواسم في الدوري الإسباني الدرجة الثانية ب
- 12 مواسم في الدوري الإسباني الدرجة الثالثة
- موسم واحد في الدرجة الثالثة (بالإسبانية: Tercera División RFEF)
- موسم واحد في الفئات الإقليمية (بالإسبانية: Categorías Regionales)

## الفريق الحالي
آخر تحديث 12 سبتمبر 2021.
ملاحظة: تشير الأعلام إلى المنتخب الوطني على النحو المحدد في قواعد الأهلية للفيفا. قد يحمل اللاعبون أكثر من جنسية واحدة غير تابعة للفيفا.
| الرقم | البلد      | المركز | اللاعب                            |
| ----- | ---------- | ------ | --------------------------------- |
| 1     | البرتغال   | حارس   | ويلينغتون لويس فارياس دا سيلفا    |
| 2     | إسبانيا    | مدافع  | فران فيرتيس                       |
| 3     | إسبانيا    | مدافع  | ديفيد كوينكا (معار من ريال مدريد) |
| 5     | إسبانيا    | مدافع  | جينيس غونزاليس                    |
| 6     | إسبانيا    | مهاجم  | كارلوس جيلبرت                     |
| 7     | ساحل العاج | وسط    | جان ماركو تولي                    |
| 8     | إسبانيا    | وسط    | كيفين باوتيستا                    |
| 9     | إسبانيا    | مهاجم  | راؤول كاباليرو                    |
| 10    | رومانيا    | وسط    | أندريه سيلفيو                     |
| 11    | إسبانيا    | مدافع  | فيرمين رويز                       |
| 16    | إسبانيا    | مدافع  | ماريو مانياس                      |

| الرقم | البلد    | المركز | اللاعب         |
| ----- | -------- | ------ | -------------- |
| 17    | البرتغال | مهاجم  | هوغو نيفيز     |
| 19    | إسبانيا  | مهاجم  | كارلوس روجاس   |
| 21    | إسبانيا  | وسط    | فيكتور بلانكو  |
| 22    | إسبانيا  | حارس   | مانويل أوبون   |
| 23    | إسبانيا  | مهاجم  | غابري مارتينيز |
| 25    | هولندا   | حارس   | ميرت دميرسي    |
| 26    | إسبانيا  | وسط    | مامادو سيل     |
| 27    | إسبانيا  | وسط    | فيكتور سالا    |
|       | إسبانيا  | مدافع  | آيتور بونال    |
|       | البرتغال | وسط    | كارلوس أفلينو  |

## لاعبين سابقين بارزين
ملاحظة: تتضمن هذه القائمة اللاعبين الذين ظهروا في 100 مباراة دوري على الأقل و / أو وصلوا إلى المستوى الدولي.
| - جوناثان زونغو - جيانفرانكو جازانيجا - جريجوريو مانويل سلفادور - إنريك بولا سينوبوا - إيغور إنغونغا | - فيكتور مانغوير - خوسيه لويس سينوبوا غارسيا - هشام خلوة - رامون عزيز - ستانلي أوكورو | - جون أوغو - ألبرتو مارتين رومو غارسيا أداميز - كريستوبال جيل مارتين - أنخيل تروخيو - أليكس فيدال |

### مدربين سابقين
- استيبان خوسيه نافارو
- فران فرنانديز
- فرنسيسكو رودريغيز
- ميغيل ريفيرا مورا

## الألقاب

### البطولات الوطنية
- وصيف الدوري الإسباني الدرجة الثالثة (2): 2008/09، 2017/18

### البطولات الإقليمية
- بطل كأس الاتحاد (المرحلة الإقليمية الشرقية الأندلس): (3): 2011/12، 2012/13، 2013/14

### البطولات الودية
- كأس مدينة موتريل: (1) 2010
- كأس فيلا دي توري: (1) 2014[4]
- كأس أنطونيو باريلا التذكاري: (1) 2018[5]
- كأس نيجار لكرة القدم: (1) 2018[6]
- كأس مدينة بولوتي: (1) 2020[7]
- كأس ماني بيليغرين: (1) 2021[8]

## روابط خارجية
- الموقع الرسمي (بالإسبانية)
- نبذة عن فريق Futbolme (بالإسبانية)